# 1872 en science-fiction
| Années de la science-fiction : 1869 - 1870 - 1871 - 1872 - 1873 - 1874 - 1875    |
| Décennies de la science-fiction : 1840 - 1850 - 1860 - 1870 - 1880 - 1890 - 1900 |

L'année 1872 a connu, en matière de science-fiction, les faits suivants.

## Naissances et décès

### Naissances
- 22 février : Giovanni Bertinetti, écrivain italien de science-fiction et de littérature pour la jeunesse, mort en 1950.

## Événements
- 16 septembre : mise en vente de l'édition grand in-8° d'Autour de la Lune de Jules Verne le 16 septembre 1872[1].
- Publication de Lumen, récit d'outre-terre de Camille Flammarion, initialement publié en revue en 1867, dans le recueil Récits de l'infini[2].

## Parutions littéraires

### Romans
- Carlo Rossi, Il racconto di un guardiano di spiaggia traduzione libera di La battaglia di Dorking Capraia 189...[3].
- Erewhon ou De l'autre côté des montagnes par Samuel Butler.